# ريك برتراند
ريك برتراند (بالإنجليزية: Rick Bertrand)‏ هو سياسي أمريكي، ولد في 22 ديسمبر 1969 في سيوكس سيتي في الولايات المتحدة. حزبياً، نشط في Republican Party of Iowa ‏ والحزب الجمهوري. وقد انتخب عضو مجلس ولاية آيوا.

## وصلات خارجية
- الموقع الرسمي